# Фонтет
Фонте́т (фр. Fontette) — коммуна во Франции, находится в регионе Шампань — Арденны. Департамент — Об. Входит в состав кантона Эссуа. Округ коммуны — Труа.
Код INSEE коммуны — 10155.
Коммуна расположена приблизительно в 190 км к юго-востоку от Парижа, в 100 км южнее Шалон-ан-Шампани, в 50 км к юго-востоку от Труа.

## Население
Население коммуны на 2008 год составляло 179 человек.
| 1962 | 1968 | 1975 | 1982 | 1990 | 1999 | 2008 |
| ---- | ---- | ---- | ---- | ---- | ---- | ---- |
| 228  | 211  | 225  | 219  | 188  | 176  | 179  |

## Администрация
| Период  | Период | Фамилия         | Партия | Примечания |
| ------- | ------ | --------------- | ------ | ---------- |
| до 2001 | 2001   | Бернар Виньерон |        |            |
| 2001    | 2014   | Моник Дефер     |        |            |

## Экономика

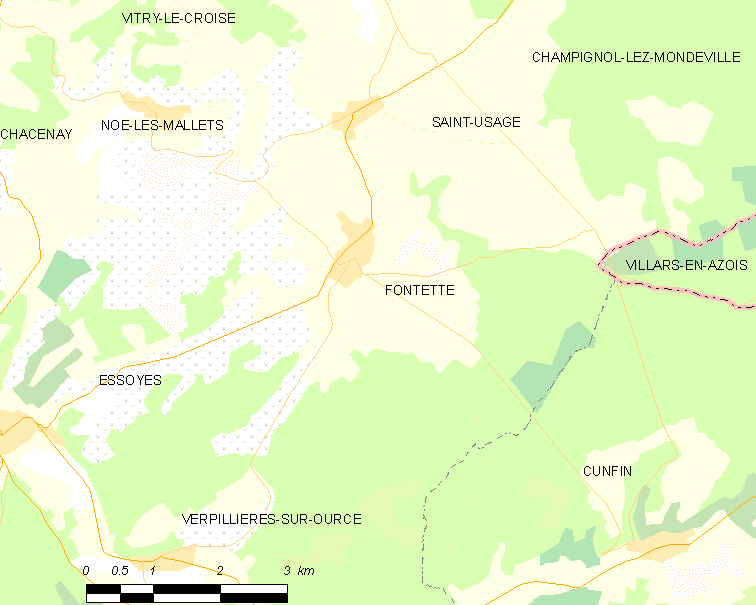
Карта коммуны

В 2007 году среди 109 человек в трудоспособном возрасте (15—64 лет) 94 были экономически активными, 15 — неактивными (показатель активности — 86,2 %, в 1999 году было 77,9 %). Из 94 активных работали 94 человека (51 мужчина и 43 женщины), безработных не было. Среди 15 неактивных 4 человека были учениками или студентами, 6 — пенсионерами, 5 были неактивными по другим причинам.